# Scapanus occultus
Scapanus occultus — вид ссавців родини кротових (Talpidae). Він зустрічається лише в американському штаті Каліфорнія та на півночі Нижньої Каліфорнії в Мексиці.

## Таксономія
Раніше він вважався підвидом S. latimanus, але дослідження 2021 року виявило достатню анатомічну та генетичну відмінність, щоб розділити їх як окремі види.

## Розповсюдження
Він простягається від усієї південної Сьєрра-Невади та більшої частини південної Каліфорнії від Сан-Луїс-Обіспо на південь до кордону США та Мексики, а також вздовж Півострівних хребтів до найпівнічнішої Нижньої Каліфорнії. У двох районах, де S. occultus і S. latimanus симпатричні (частина південної Сьєрра-Невади та північна частина Санта-Барбари), S. occultus мешкає на нижчих висотах, а S. latimanus — на вищих.

## Опис
S. occultus загалом менший за розміром тіла, ніж S. latimanus, і має довший і ширший череп.